# Veljko Bulajić

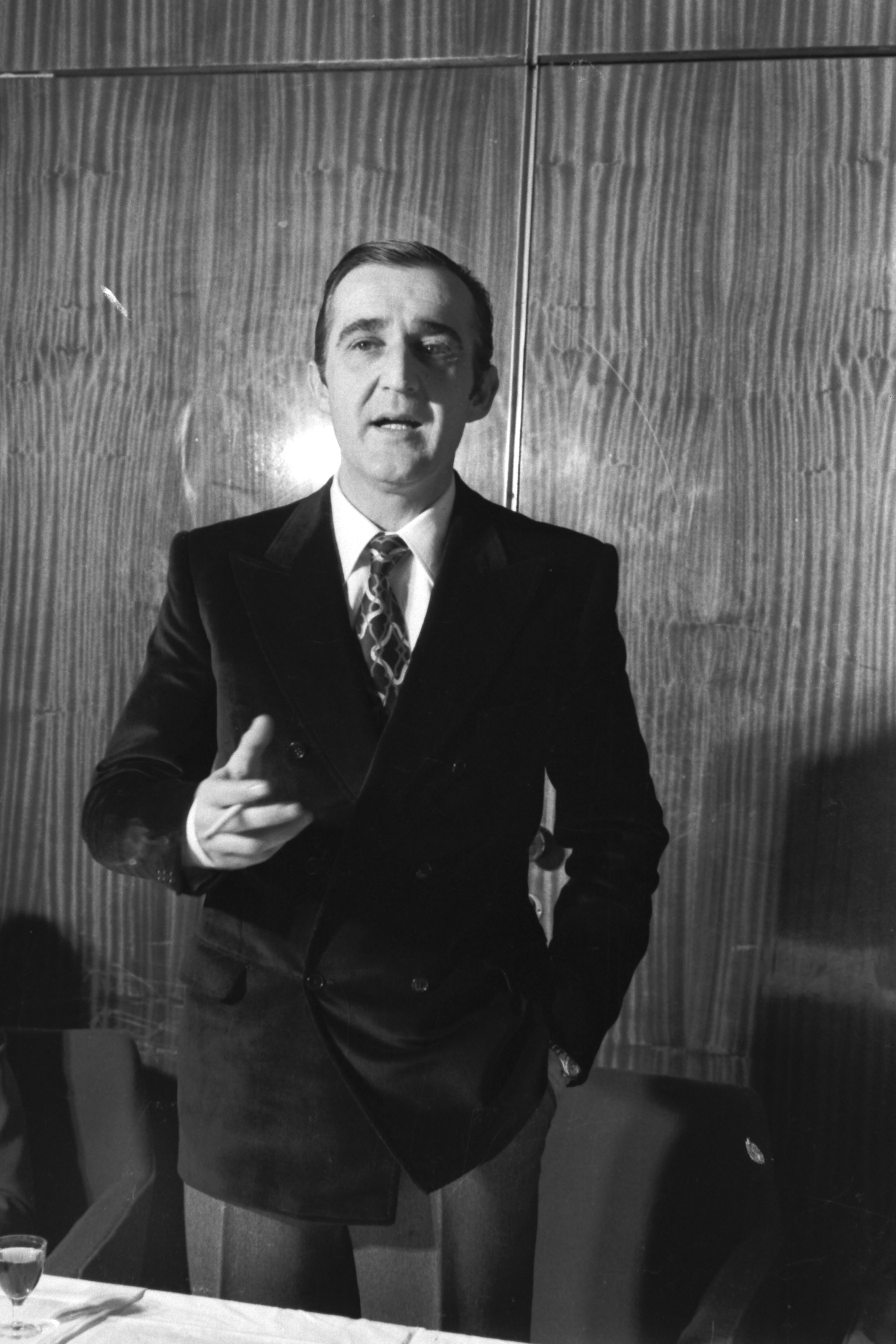
Veljko Bulajić (1969)

Veljko Bulajić (* 22. März 1928 in Vilusi, Gemeinde Nikšić, Königreich Jugoslawien; † 2. April 2024 in Zagreb) war ein jugoslawischer und montenegrinischer Filmregisseur und Drehbuchautor.

## Leben
Bulajić kam als einer von drei Brüdern in Vilusi (Gemeinde Nikšić) zur Welt; der älteste Bruder starb im Zweiten Weltkrieg. Er verbrachte seine Kindheit und Jugend in Sarajevo und Vilusi und beendete die Schulzeit in Sarajevo. Nach dem Krieg ging er zur Jugoslawischen Volksarmee und studierte anschließend bis 1959 Filmregie am Centro Sperimentale di Cinematografia in Rom, wo er mit Regisseuren wie Federico Fellini und Vittorio De Sica in Kontakt kam und für De Sica auch als Regieassistent arbeitete. Bulajić wurde dadurch stark vom Neorealismus beeinflusst, den er später in den jugoslawischen Film einbrachte.
Er führte zunächst bei verschiedenen Kurzfilmen Regie, bevor er 1959 mit dem Drama Vlak bez voznog reda sein Langfilmregiedebüt gab. Der Film lief auf den Internationalen Filmfestspielen von Cannes 1959 im Wettbewerb um die Goldene Palme. Er wandte sich früh in seiner Karriere dem Partisanenfilm zu und gilt rückblickend als „Großmeister des Genres“. Neben Kozara (1962) und Veliki transport (1983) prägte vor allem der 1969 erschienene, extrem kostspielige Film Die Schlacht an der Neretva das Genre wesentlich. Der Film wurde 1970 für einen Oscar in der Kategorie Bester fremdsprachiger Film nominiert und in 46 Länder exportiert.
Bulajić gewann zahlreiche internationale Preise und war unter anderem zwei Mal – 1969 und 1980 – Jurymitglied der Internationalen Filmfestspiele von Cannes. Nach 1989 wurde es stiller um ihn. Er engagierte sich aktiv gegen Slobodan Milošević und begann in den frühen 2000er Jahren mit der Arbeit an einem Film über die Schlacht um Vukovar, die er jedoch nach einem Jahr einstellen musste. Er kehrte erst 2006 mit dem im 16. Jahrhundert spielenden historischen Filmdrama Libertas über das Leben des Dichters Marin Držić auf die Kinoleinwand zurück. Seit 2014 arbeitete er in Kroatien an einem Film, der den Arbeitstitel Bijeg do mora trägt.
Bulajić lebte in Kroatien und war verheiratet; der Ehe entstammten zwei Töchter.
Er starb Anfang April 2024 in Zagreb.

## Filmografie
- 1953: Oslobodjene snage (Kurzfilm)
- 1953: Osam godina poslije rata (Kurzfilm)
- 1953: Kamen i more (Kurzfilm)
- 1953: Brod lutalica (Kurzfilm)
- 1953: Briga o ljudima (Kurzfilm)
- 1954: Poslije deset godina (Kurzfilm)
- 1959: Vlak bez voznog reda
- 1960: Krieg (Rat)
- 1961: Uzavreli grad
- 1962: Kozara
- 1964: Skopje ’63 (Dokumentarfilm)
- 1966: Pogled u zjenicu sunca
- 1969: Die Schlacht an der Neretva (Bitka na Neretvi)
- 1973: Crna Gora (TV-Serie)
- 1975: Der Tag, der die Welt veränderte (Sarajevski atentat)
- 1979: Der Mann, den man töten sollte (Čovjek koga treba ubiti)
- 1980: Titovi memoari (Dokumentarfilm)
- 1981: Visoki napon
- 1983: Veliki transport
- 1986: Obećana zemlja
- 1989: Donator
- 2006: Libertas

## Auszeichnungen (Auswahl)
- 1959: Nominierung Goldene Palme, Cannes 1959, für Vlak bez voznog reda
- 1960: Nominierung Goldener Löwe, Filmfestival Venedig, für Krieg
- 1964: Löwe von San Marco – Großer Preis, Filmfestival Venedig, für Skopje ’63
- 1976: Besondere Erwähnung, Festival Internacional de Cine de San Sebastián, für Der Tag, der die Welt veränderte
- 1980: Preis für die Beste Regie,[8] Sitges Festival Internacional de Cinema Fantàstic de Catalunya, für Der Mann, den man töten sollte